# Триумф
Вижте пояснителната страница за други значения на Триумф.
Триумфът (лат. triumphus) в Древен Рим пищно шествие (процесия) в чест на блестяща военна победа (по принцип - над чужденци) - най-висшата награда за един военачалник и начин той да се утвърди, получавайки популярност в армейските среди и да прочуе, сред населението на Рим и съседните държави. 
Ако победата е била значима, но противникът е приеман за недостоен да бъде отбелязана тя с триумф, той се заменя с друго честване - овация. Например след войната със Спартак - водач на робско въстание - военачалникът Гней Помпей, който има значителен принос в победата над него, но не е основният му и най-много проявил се негов противник получава триумф, но за кампанията си в Испания, от която се е завърнал спешно за да помогне на Крас, а последния, въпреки водещата си роля в потушаването на въстанието, получава само овация, защото противниците му са основно роби.
Понякога триумф се чества даже и ако в действителност не е имало победа, но военачалникът е влиятелен (или е императорът) и държи да има такъв.
Правото на триумф се присъжда от Сената (което му дава възможност и да го отказва или - на политическите противници - да препятстват неугодними им кандидатури, например през 60 г. пр.н.е. Марк Порций Катон Утически попречва на Гай Юлий Цезар да получи триумф, отлагайки твърде дълго решението на Сената, чрез протакане на водещите се към момента дебати), а самите триумфи се провеждат по правило в столицата Рим, по главни улици на града. Завърналият се от поход военачалник е трябвало да изчака извън градските стени разрешението на законодателното събрание, след което е можел да влезе в града, през специално направен отвор в стените му или да премине под построена за целите на това или подобно празненство триумфална арка. С преминаването през померия се приема, че експедицията му е завършила, а победоносните войски могат да се отдадат на празнуване с народа (което понякога приема и формата на тяхно развилняване из града). В парада участват освен командирът (много почетен, той носи специално облекло и е удостоен с триумфална корона и жезъл от слонова кост; при случай има право да ги ползва и по-нататък) и армията му, също и групи от военопленници (включително видни особи от вражеската страна, като нейни владетели и военачалници и членове на техните семейства) и отбрана част от заграбената плячка (включително ценни и екзотични животни), които му придават атрактивен характер. Това се допълва с декори, представляващи отнетите от противника оръжия и знамена и други подобни знаци и приспособления, както и с изображения на превзетите градове и крепости. Раздават се пари и се устройват циркови зрелища.
След завършване на шествието пленниците понякога биват държани известно време в затвора и премахвани или пускани, друг път - веднага убивани, а в някои случаи остават пленници доживотно, за което пример е древномакедонският цар Персей, избегнал екзекуция, но с години живял в тежки условия в Алба Фуценс. Други известни пленници, заставени да участват в труимфи на  римски военачалници са галските вождове Верцингеторикс и Битуит, нумидийските царе Сифакс и Югурта, Туснелда (жена на германския главатар Арминий) и синът им Тумелик.